# Dolny István
Dolny István László (Érsekújvár, 1637. – Nagyszombat, 1707. június 2.) fölszentelt püspök.

## Élete
Apja evangélikus volt, de őt katolikusnak nevelték. Pozsonyban, Nagyszombatban, majd 1665-ben a bécsi Pázmáneumban tanult. 1667-ben a Collegium Germanicum Hungaricum növendéke lett. 1671-ben hazatért és somorjai plébános lett. 1674-től esztergomi kanonok, 1680-tól honti főesperes, 1684-ben Buda 1684-es ostromakor a káptalani bandérium kapitánya. 1686-ban éneklőkanonok és földvári apát, majd 1687-től olvasókanonok. 1693-tól nagyprépost, ill. novi választott püspök és érseki helynök.  
1696-ban pécsi megyés püspök, de székét soha nem foglalta el elmozdított előde, Radonay Mátyás lezáratlan ügye miatt. 1699-től csanádi megyés püspök, 1700-tól Csanád vármegye főispánja, 1703-ban Bécsben szentelték püspökké, az esztergomi érsek segédpüspöke. 
Rákóczi Ferenc híveként sokat tett egyházmegyéje Marostól északra fekvő részének egyházkormányzati és anyagi rendezéséért. Nagyszombatban 2 papnövendék számára alapítványt tett. Sírja a nagyszombati ferences templomban található.